# La vedova spiritosa
La vedova spiritosa è un'opera teatrale in cinque atti di Carlo Goldoni, originariamente in versi martelliani, portata in scena a Venezia nel 1757. Fu successivamente riscritta in prosa dallo stesso autore per la rappresentazione a Roma nel 1758 e quindi per la definitiva edizione a stampa.
L'autore dichiarò di avere tratto spunto dalla novella Lo scrupolo o l'amore malcontento (titolo originale: Le scrupule, ou l'amour mécontent de lui-même)  di Marmontel, da lui letta nel 1756 nel Mercure de France. Alla stessa novella si era peraltro già ispirato qualche mese prima, non dichiaratamente, anche per Il cavaliere di spirito o sia La donna di testa debole.

## Trama
Milano. Donna Placida, una vedova che vorrebbe mantenere la sua libertà, cade con molta facilità nelle braccia del lezioso avvocato don Fausto.

## Poetica
Scrive Goldoni nella prefazione alla commedia: Può essere che non riesca bastantemente giocosa, ma l'arte insegna di crescere nel ridicolo colle opere posteriori.